# Theodor Ernst
Karl Theodor Heinrich Ernst (* 3. Januar 1904 in Uelzen; † 26. Februar 1983 in Erlangen) war ein deutscher Mineraloge und Professor an der Universität Erlangen.
Ernst studierte ab 1926 Mineralogie an der Universität Jena und der Universität Göttingen, an der er 1932 promoviert wurde (Darstellung und Kristallstruktur von Lithiumhydroxyd) und sich 1936 habilitierte (Der Melilith-Basalt des Westberges bei Hofgeismar, nördlich von Kassel, ein Assimilationsprodukt ultrabasischer Gesteine). 1949 war er kommissarischer Leiter des Mineralogischen Instituts in Erlangen und ab 1950 (nachdem er kurz als ordentlicher Professor in München wirkte) Professor und Leiter des Instituts. 1954 war er Rektor der Universität (Rektoratsrede: Die heutige Stellung der Mineralogie).
Das von E. Seeliger und A. Mücke 1970 beschriebene Mineral Ernstit ist nach ihm benannt. 1975 wurde er Ehrenmitglied der Deutschen Mineralogischen Gesellschaft. 1953 wurde er Mitglied der Bayerischen Akademie der Wissenschaften.
Theodor Ernst wurde am 14. Mai 1965 mit dem Bayerischen Verdienstorden ausgezeichnet.